# Кто не с нами, тот против нас
«Кто не с нами, тот против нас» — фраза, ставшая популярной в Советской России в первые годы после Октябрьской революции: употребляется в качестве угрозы или предостережения тем, кто занимает нейтральную политическую позицию; выражение зачастую ассоциируется с революционной пропагандой. Первоисточником считаются слова Христа, переданные в Евангелии от Матфея: «Кто не со Мною, тот против Меня; и кто не собирает со Мною, тот расточает» (Мф. 12:30). В англоязычных странах аналогичное выражение (англ. you're either with us, or against us) стало широко известно благодаря президенту США Джорджу Бушу, использовавшему его в 2001 году при объявлении войны против терроризма.
Начало распространению в России смысла фразы в контексте революционной борьбы положила написанная в 1862 году Петром Заичневским прокламация «Молодая Россия», в которой содержался призыв к широкому вооружённому восстанию:
«…С полной верою в себя, в свои силы, в сочувствие к нам народа, в славное будущее России, которой вышло на долю первой осуществить великое дело социализма, мы издадим один крик: „в топоры“, и тогда… тогда бей императорскую партию, не жалея, как не жалеет она нас теперь, бей на площадях, если эта подлая сволочь осмелится выйти на них, бей в домах, бей в тесных переулках городов, бей на широких улицах столиц, бей по деревням и сёлам! Помни, что тогда кто будет не с нами, тот будет против; кто против — тот наш враг; а врагов следует истреблять всеми способами».
В конце 1905 года поэтом Николаем Минским был сочинён «Гимн рабочих».
Первый куплет песни включал аналогичную фразу в варианте прокламации «Молодая Россия»:
«Пролетарии всех стран, соединяйтесь!
Наша сила, наша воля, наша власть.
В бой последний, как на праздник, снаряжайтесь!
Кто не с нами — тот наш враг, тот должен пасть».
Янош Кадар, пришедший к власти в ВНР в результате событий осени 1956 года, пытаясь достигнуть общественного успокоения, в 1961 году выдвинул противоположенный лозунг «кто не против нас, тот с нами», который предопределил некоторую либерализацию и отсутствие жесткой цензуры («кадаризм»)